# Булдаково (Сеченовський район)
Булдаково (рос. Булдаково) — присілок в Сеченовському районі Нижньогородської області Російської Федерації.
Населення становить 199 осіб. Входить до складу муніципального утворення Верхнєтализинська сільрада.

## Історія
Від 2009 року входить до складу муніципального утворення Верхнєтализинська сільрада.

## Населення
| 2002 | 2010 |
| ---- | ---- |
| 243  | ↘199 |